# Mia Goth
Mia Goth   (Londres, 25 d'octubre de 1993) és una actriu anglesa. Després de fer de model quan era adolescent, va fer el seu debut com a actor a la pel·lícula d'art eròtic Nymphomaniac (2013). Va guanyar reconeixement amb les pel·lícules The Survivalist (2015), High Life (2018), Suspiria (2018) i Emma (2020). Va saltar a la fama interpretant Maxine Minx i Pearl a la sèrie de pel·lícules X (2022-2024).

## Primers anys
Mia Gypsy Mello da Silva Goth va néixer el 25 d'octubre de 1993 al Guy's Hospital de Londres, Anglaterra. La seua mare és brasilera i el seu pare és canadenc, originari de Nova Escòcia. El seu avi matern és l'artista jueu-americà Lee Jaffe, i la seua àvia materna és l'actriu brasilera Maria Gladys.
Goth es va traslladar al Brasil quan tenia dues setmanes, perquè la seua mare, que en aquell moment tenia 20 anys, necessitava ajuda de la seua família per criar-la. Van tornar al Regne Unit quan ella tenia cinc anys i es van traslladar breument al Canadà natal del seu pare quan ella tenia deu anys. Allà va assistir a nou escoles en un sol curs escolar; Goth va dir que el període en què van intentar viure amb el seu pare va ser molt difícil. Quan tenia dotze anys, ella i la seua mare es van establir al sud-est de Londres, on va assistir a l'escola Sydenham. La seua mare la va criar en una llar monoparental, treballant com a cambrera per mantenir-los.

## Carrera
Als 14 anys, Goth va ser descoberta al Festival de Menors de Londres per la fotògrafa de moda Gemma Booth, que la va fitxar a Storm Model Management. Posteriorment, va aparéixer en campanyes publicitàries de Miu Miu i Prada, així com a les revistes Wonderland, Vogue, Vogue Italia, W, Love, Dazed, Interview, AnOther, British Vogue, Document Journal, Glamour i Pirelli. Va fer el seu debut a la pista el 2023, obrint el Miu Miu F/W 23 Show.
Goth va començar a fer una audició per a pel·lícules als 16 anys, i després d'acabar la sisena formació, va guanyar el seu primer paper a Nymphomaniac de Lars von Trier (2013), juntament amb Charlotte Gainsbourg i Willem Dafoe al segment "The Gun". Va interpretar a Sophie Campbell en un episodi de la sèrie dramàtica criminal de Sky Atlantic The Tunnel.
El 2014, Goth va aparéixer al vídeo musical de Future Unlimited per "Haunted Love", dirigit per Shia LaBeouf. Després va aparéixer al curtmetratge introductori dirigit per Stephen Fingleton Magpie amb Martin McCann. El 2015, va interpretar el paper principal de Milja al thriller postapocalíptic The Survivalist dirigit per Fingleton, seguit de papers com Meg Weathers a la pel·lícula de thriller d'aventures sobre desastres Everest (2015) dirigida per Baltasar Kormákur, i Hanna Helmqvist en un episodi de la sèrie criminal Wallander de BBC One.
Goth va aparéixer a la pel·lícula de terror A Cure for Wellness (2016) dirigida per Gore Verbinski i va tenir papers secundaris al remake de Luca Guadagnino de Suspiria (2018) i a la pel·lícula de misteri de ciència-ficció High Life (2018) dirigida per Claire Denis. Va aparéixer al curtmetratge de Guadagnino The Staggering Girl (2019) i a la pel·lícula de comèdia romàntica d'època de Autumn de Wilde, Emma (2020). També va protagonitzar la pel·lícula dramàtica d'acció de Karen Cinorre Mayday (2021) amb Grace Van Patten i Juliette Lewis.
Goth va protagonitzar la pel·lícula slasher X de Ti West, estrenada el març de 2022 amb l'aclamació de la crítica. Va rebre elogis pels seus papers com a protagonista Maxine Minx i l'antagonista Pearl, amb West afirmant: "Ella va entendre molt bé els personatges, i va entendre la dualitat de Maxine i Pearl." David Sims de The Atlantic va escriure: "L'aparador dual és notable per a Goth, que anteriorment havia destacat en papers secundaris a Emma. , High Life i A Cure for Wellness". Posteriorment, va protagonitzar la preqüela Pearl, que va coescriure amb West i va començar a filmar immediatament després de X.
Goth va protagonitzar el thriller de Brandon Cronenberg Infinity Pool al costat d'Alexander Skarsgård. La pel·lícula es va estrenar al Festival de Cinema de Sundance de 2023 amb una recepció crítica positiva, amb la seua actuació rebent elogis. Va repetir el paper de Maxine Minx a MaXXXine, la tercera pel·lícula de la sèrie X, que es va estrenar el 2024. Pròximament, protagonitzarà la pel·lícula de terror Frankenstein de Guillermo del Toro.